# Chariaster
Chariaster elegans
Genre
Espèce
Chariaster est un genre éteint d'étoiles de mer de la famille des Ophidiasteridae et de l'ordre des Valvatida. 
Paleobiology Database ne recense qu'une seule espèce, C. elegans, trouvée seulement à Abou Roach (site du Crétacé supérieur situé en Égypte).